# Most Blažo Jovanovića
Most Blažo Jovanovića (czarnogórski: Most Blaža Jovanovića, Мост Блажа Јовановића) – most na rzece Morača w Podgoricy, stolicy Czarnogóry. Budowla znajduje się w pobliżu ujścia rzeki Ribnicy do Moračy. Ma 115,20 m długości i 22,35 m szerokości i jest najbardziej ruchliwym mostem w mieście.

## Historia
Most zbudowano w latach 1948–1950. Jego architektem był Serb Branko Žeželj. Most został nazwany na cześć czarnogórskiego bohatera narodowego Blažo Jovanovića. W 2008 roku most przeszedł remont.